# Z-Bau (Haus für Gegenwartskultur)

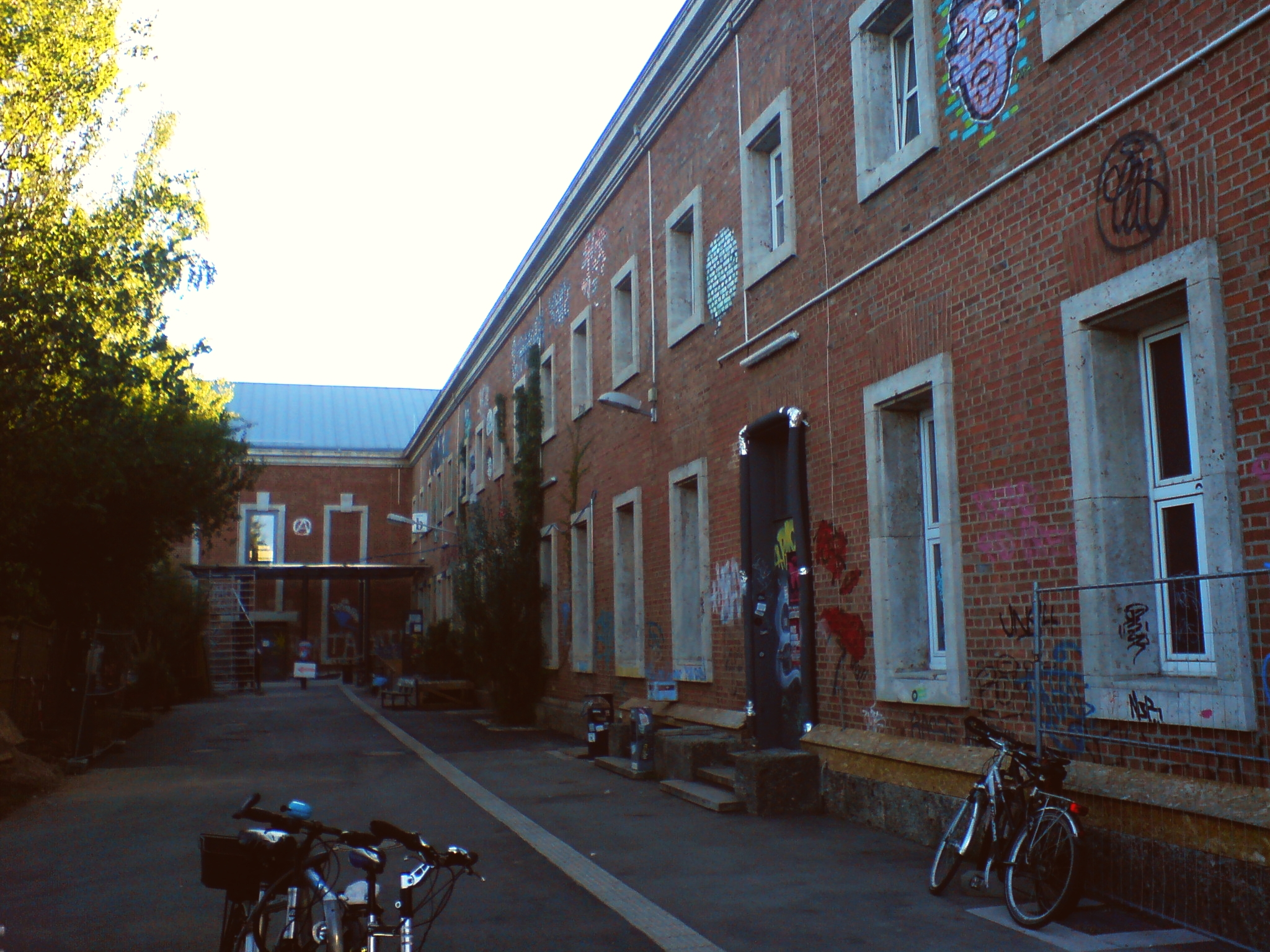
Z-Bau, Hofeingang

Der Z-Bau – Haus für Gegenwartskultur ist ein Kulturhaus in Nürnberg, das von der Gesellschaft für kulturelle Freiräume betrieben wird. Schwerpunkt ist die Kulturarbeit mit Konzerten, Partys, Theateraufführungen und Lesungen.

## Geschichte

### Militärische Nutzung
Das Gebäude des heutigen Z-Bau hat eine lange Historie: Ursprünglich von den Nationalsozialisten als Kaserne erbaut, wurde er nach dem Zweiten Weltkrieg von den Amerikanern übernommen, bis 1991 der letzte Soldat die sogenannte Merrell Barracks verließ.

### Kulturelle Nutzung

#### Z-Bau GmbH
Im Jahr 1999 zog zunächst der Kunstverein hintere Cramergasse e. V. in den stark sanierungsbedürftigen Z-Bau, es bildete sich eine Betreiber-GmbH, die „Z-Bau GmbH“, welche sich um die Sanierung des Gebäudes und um die Raumvermietung mit finanzieller Unterstützung seitens der Stadt kümmerte. Der Kunstverein betrieb seine Räume eigenständig und trug zu der kulturellen Veranstaltungsvielfalt im Haus bei. Neben den vielen öffentlichen Veranstaltungen fanden Künstlerateliers ihren Platz im Z-Bau. Der bauliche Zustand des Z-Bau wurde immer schlechter, weshalb die Stadt Nürnberg einen Konzeptwettbewerb ausschrieb, den die Musikzentrale Nürnberg (MUZ) gewann. Am 13. Juni 2014 wurde daraufhin die „Gesellschaft für kulturelle Freiräume mbH (GkF)“ gegründet, bei der die Musikzentrale, der Kunstverein Hintere Cramergasse e. V. und die Stadt Nürnberg Gesellschafterin sind. Die GkF hat die Aufgabe, „im Großraum Nürnberg Kultur in ihrer Vielfalt und Kulturschaffende in ihrer Entwicklung zu fördern. Der Zweck liegt in der Schaffung und Bereitstellung eines Förder-, Kreativ- und Kulturzentrums für Gegenwartskultur und angrenzende Bereiche aus der Pop-, Sub- und Alternativkultur.“ (Auszug aus der GmbH-Satzung). Somit ist die Entwicklung des Z-Baus in der Nürnberger Südstadt zentrale Aufgabe der GkF.

#### Zoom

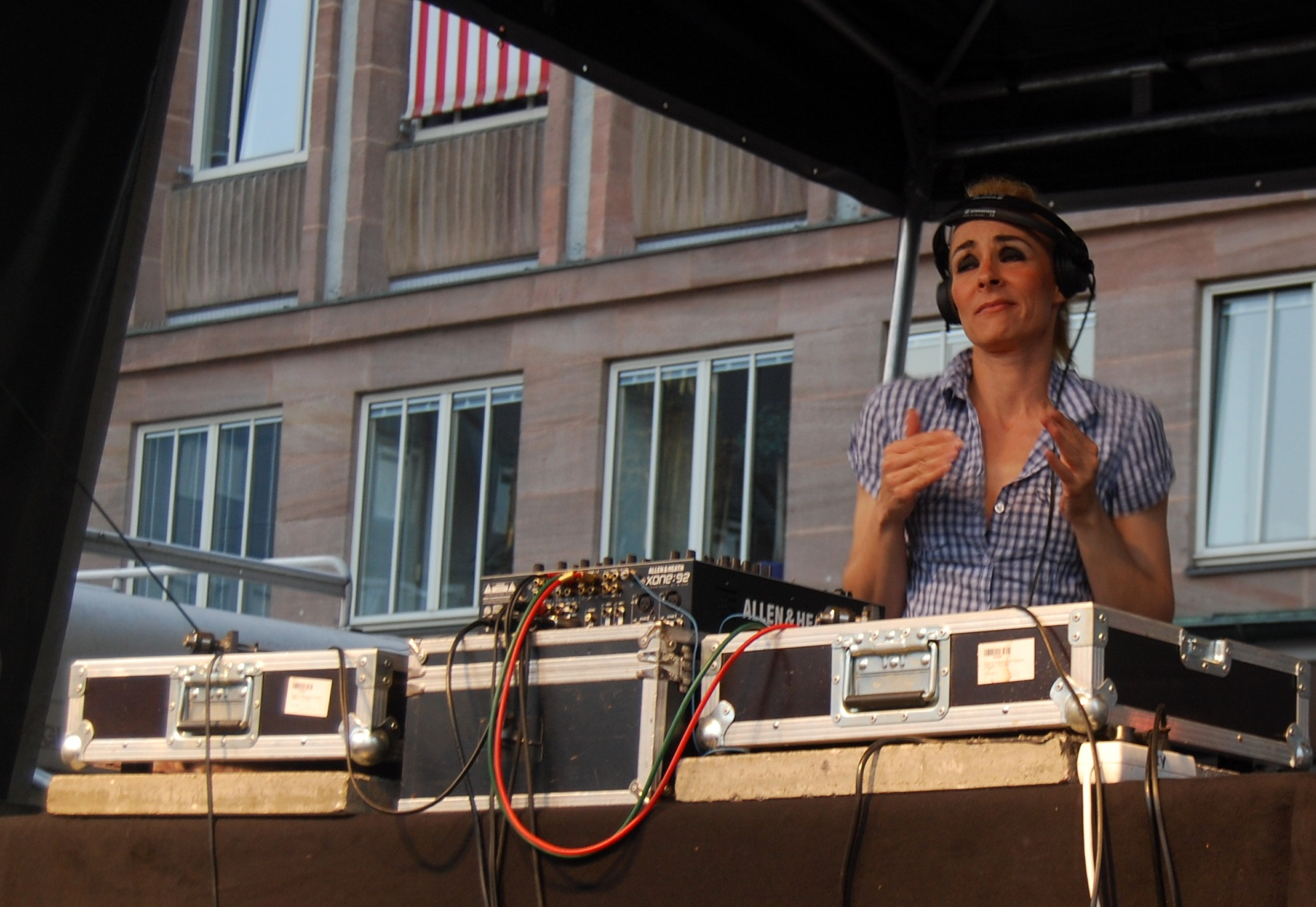
Die Nürnberger DJ Marusha bei der Veranstaltung Z-Bau erhalten auf dem Hauptmarkt.

Ein Raum wurde seit 2001 auch an einen externen Betreiber für den Betrieb des Techno-Clubs Zoom untervermietet. Dieser bestand bis zur sanierungsbedingten Schließung Ende 2010 und entwickelte sich mit nationalen wie internationalen Bookings zu einem überregional bekannten Anlaufpunkt der Szene. Gleichzeitig bot das Zoom aber auch der lokalen Szene eine Plattform, auf Grundlage derer sich eine breitere Techno-Szene in Nürnberg entwickelte und sich Clubs, wie Die Rakete oder das Haus 33 gründeten. Zu den DJs und Liveacts, die im Zoom auflegten, gehören unter anderem Boris Brejcha, Carl Cox, Chris Liebing, Dave Clarke, DJ Rush, Dominik Eulberg, Extrawelt, Felix Kröcher, Format:B, Gayle San, Gregor Tresher, Karotte, Marek Hemmann, Marusha, Oliver Koletzki, Richie Hawtin, Rob Acid, Sascha Braemer, Sven Väth, Tobi Neumann, Tom Clark oder WestBam.

#### Haus für Gegenwartskultur
Von März 2012 bis Oktober 2015 wurde der Z-Bau renoviert und anschließend als Haus für Gegenwartskultur eröffnet. Die Gesellschaft für kulturelle Freiräume mbH wird von der Stadt Nürnberg gefördert und ist somit kein kommerzieller Veranstalter, sondern ein Kulturförderer.

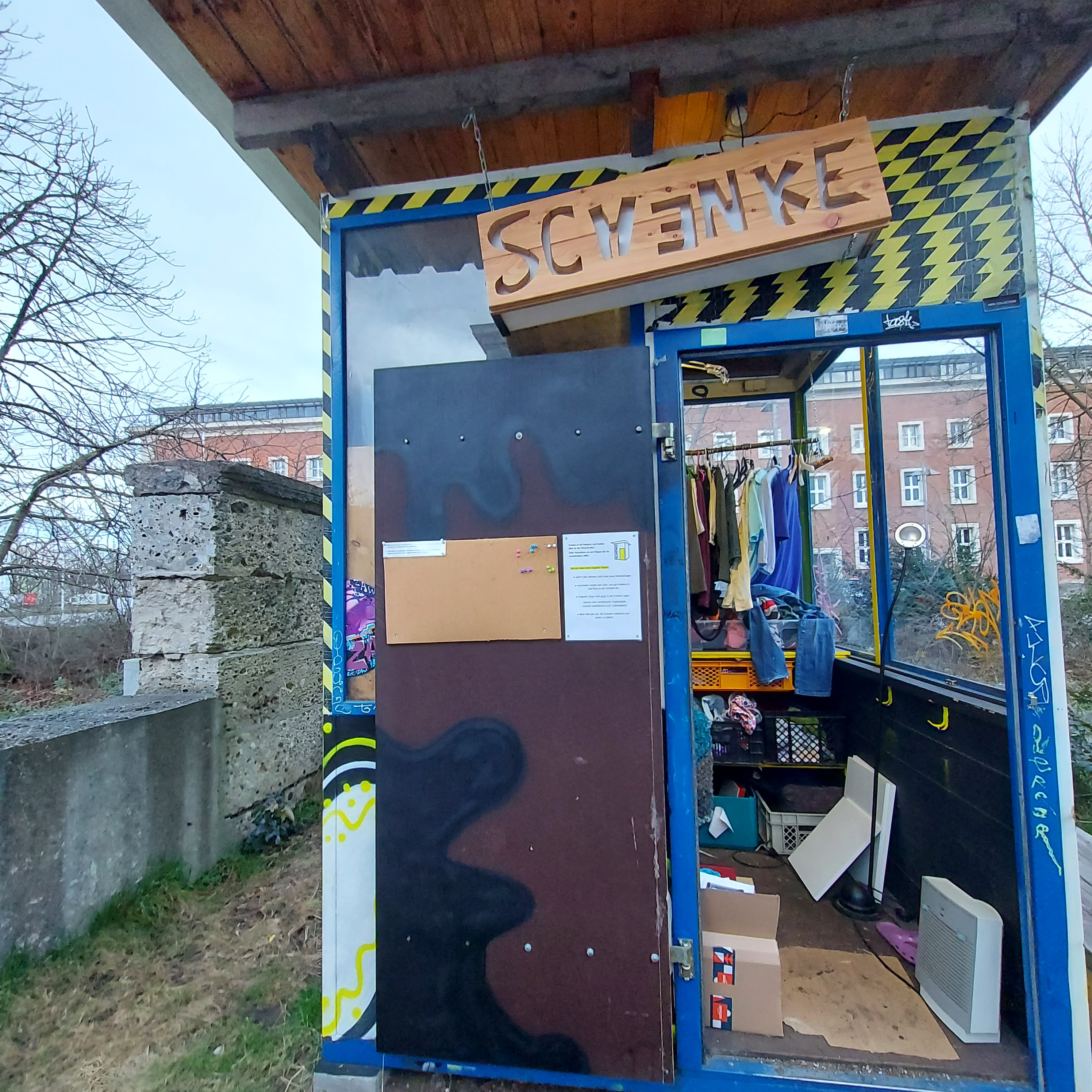
Die Schenke

Von 2017 bis 2019 war die Entwicklung des Z-Bau Nordgarten von einer Brachfläche zu einem Gemeinschaftsgarten Teil des Interreg-Projektes Forget Heritage. In einer Kooperation zwischen dem Amt für Kultur und Freizeit der Stadt Nürnberg und der GkF wurde der Garten vom Urban Lab mittels verschiedener Beteiligungsformate entwickelt. Anschließend wurde der Garten an einen basisdemokratisch organisierten Arbeitskreis übergeben. Neben dem AK Nordgarten befinden sich im Z-Bau weitere Arbeitskreise (AK Programm, AK Verlust & Verschwendung, Urban Lab) in denen Ehrenamtliche zur Vielfalt des Hauses beitragen. Seit 2023 befindet sich im Hof die sogenannte Schenke, ein Umsonstladen.

## Gebäude
Der im Luftbild z-förmig erscheinende Bau mit seinen zwei Stockwerken und drei Gebäudetrakten gliedert sich auf in einen großen (Saal), einen mittleren (Galerie) und einen kleineren Veranstaltungsraum (Roter Salon). Außerdem befinden sich drei Seminarräume, Bandproberäume, Studios, Projektbüros, Bierbrauereien, Werkstätten und als feste Instanz der Kunstverein Hintere Cramergasse e. V. (KV) mit nochmals einem Konzertraum auf dem Gelände. Auch der weitläufige Außenbereich mit Biergarten und dem Nordgarten hin zur Frankenstraße sind Teil des Z-Bau. Der Z-Bau ist als Baudenkmal geschützt.

## Programm
Der Schwerpunkt der Programme liegt auf Veranstaltungen mit (über-)regional und international bekannten Künstlern. Bands wie Antilopen Gang, Marusha, Haiyti, Retrogott, Patrice oder The Donots traten bereits im Z-Bau auf. Ein Konzert der Band Feine Sahne Fischfilet sorgte für Aufmerksamkeit, als auf Initiative von CSU-Stadtrat Alexander Christ hin seine Fraktion einen Antrag zur Verhinderung des Konzertes einreichte. Die Band reagierte darauf, indem sie Gästelistenplätze an Kinder von CSU-Mitgliedern verloste. Die Neueröffnung des 1000 Zuschauer fassenden „Großen Saals“ im Dezember 2018 fand Beachtung in der Lokalpresse.